# Merremia tuberosa
Merremia tuberosa es una especie de planta trepadora perteneciente a la familia Convolvulaceae. 

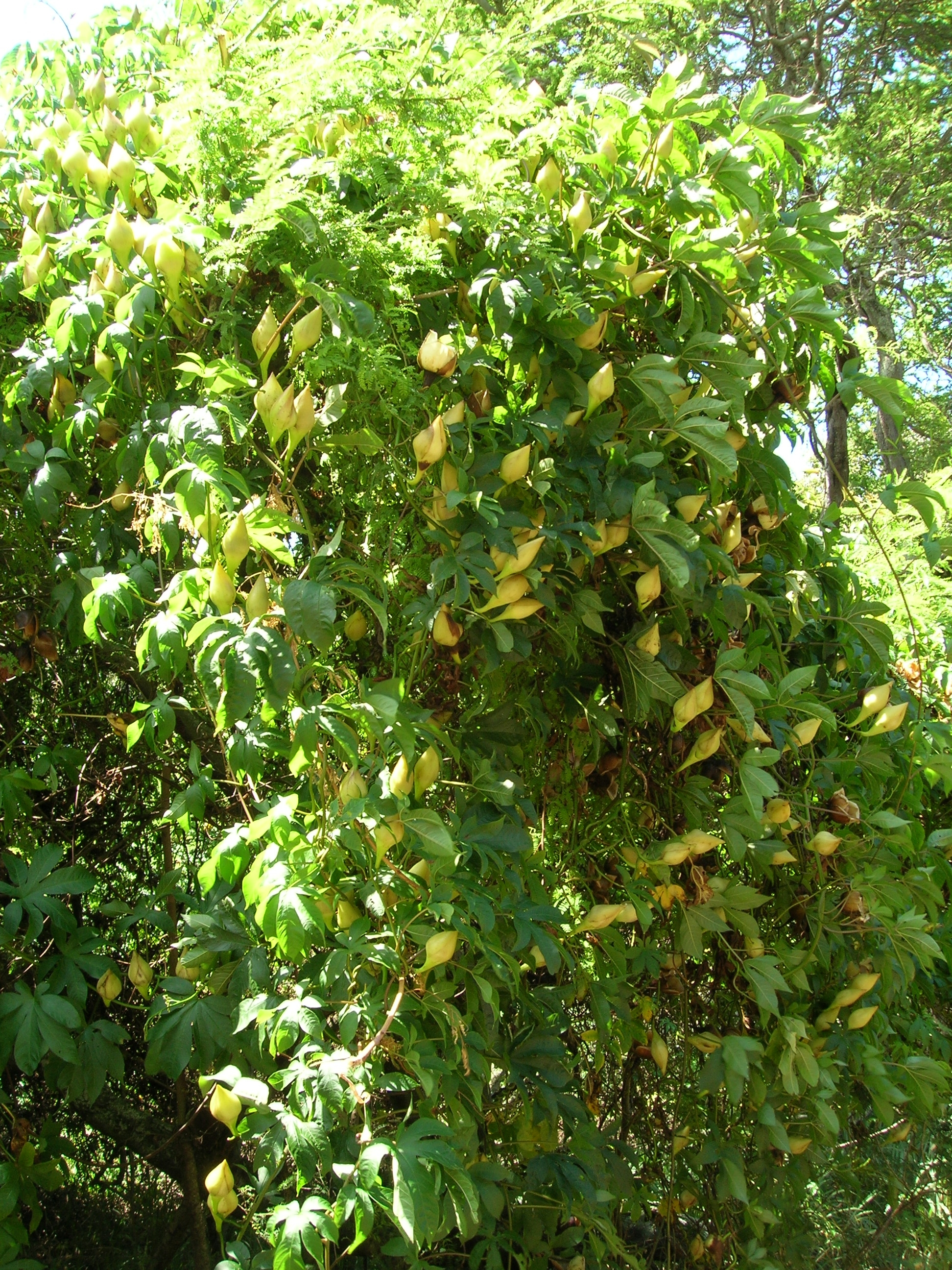
Vista de la planta

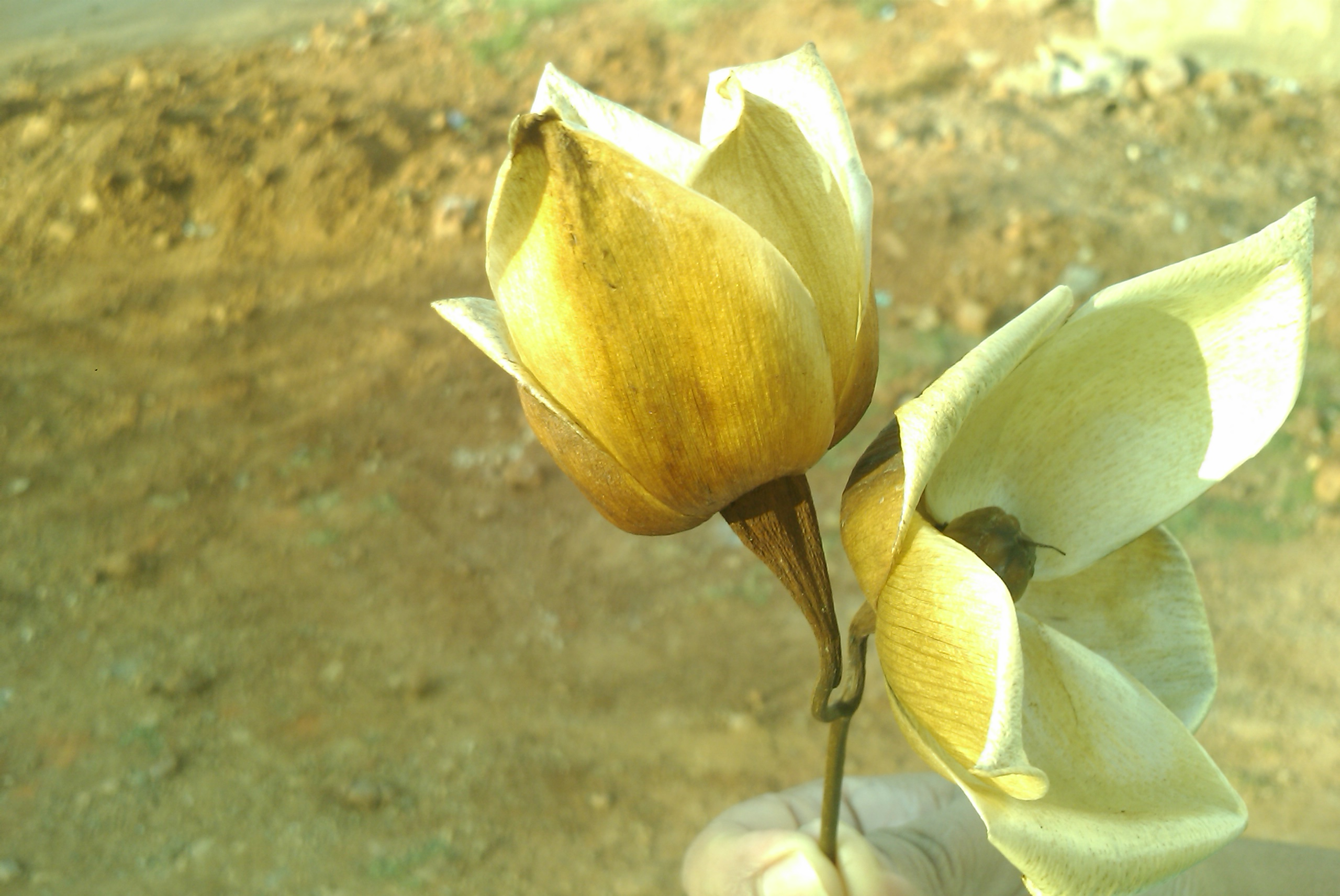
Detalle

## Descripción
Son lianas perennes; con tallos herbáceos hacia el ápice, leñosos en la base, volubles, glabros. Las hojas generalmente 7-lobadas, a veces casi hasta la base, ampliamente ovadas a redondeadas, de 8–15 cm de largo y de ancho; lobos lanceolados a elípticos, acuminados, enteros, glabros. Inflorescencias cimoso-compuestas, raramente flores solitarias; sépalos desiguales, los exteriores oblongos, 25–30 mm de largo, obtusos, mucronulados, los interiores más pequeños, 12–20 mm de largo, agudos; corola 5–6 cm de largo, glabra, amarilla. Frutos irregularmente dehiscentes, subglobosos, 30–35 mm de ancho, sépalos subyacentes acrescentes, glabros; semillas ovoides, densa y cortamente tomentosas, rápidamente glabrescentes, negras.

## Distribución
Es una especie rara que se encuentra en sitios alterados a una altitud de 0–1200 m; fl nov–mar, fr dic–may; en Estados Unidos (Florida) hasta Sudamérica, también en las Antillas; introducida al Viejo Mundo, a menudo cultivada.

## Taxonomía
Merremia tuberosa fue descrita por (L.) Rendle y publicado en Flora of Tropical Africa 4(2): 104. 1906[1905].
Etimología
Merremia: nombre genérico que fue otorgado en honor del naturalista alemán Blasius Merrem (1761 - 1824).
tuberosa: epíteto latíno que significa "tuberoso" (con bulbo o tubérculo).
Sinonimia
- Batatas tuberosa (L.) Bojer
- Convolvulus gossypiifolius Kunth
- Convolvulus kentrocaulos Steud. ex Choisy
- Convolvulus tuberosus (L.) Spreng.
- Ipomoea nuda Peter
- Ipomoea tuberosa L.
- Operculina tuberosa (L.) Meisn.[4][5]

## Nombres comunes
- Guatemala: bejuco de golondrina, foco de luz, quiebra-cajete, quinamacal, rosa de barranco.
- Honduras: mala hierba,[1]
- El Salvador: rosa madera